# Ковалевич, Игорь Николаевич
И́горь Никола́евич Ковале́вич (род. 3 февраля 1968, Иваново, Брестская область) — советский и белорусский футболист, футбольный тренер.

## Игровая карьера
Футболом начал заниматься в Антополе. Первый тренер — Валерий Якимов. Выпускник брестской СДЮШОР-5. Игровое амплуа — правый защитник. Мастер спорта.
Игровое амплуа — защитник. Выступал за команды «СКИФ» (Минск, 1988-89), «Металлург» (Молодечно, 1990), «Луч» (Владивосток, 1991), «Динамо» (Брест, 1992-93), «Днепр» (Могилёв, 1993), «Динамо» (Тюмень, Россия, 1994-95), «Иртыш» (Тобольск, Россия, 1996), «Белшина» (Бобруйск, 1997-99), «Гомель» (2000), «Неман» (Гродно, 2001-03), «Славия» (Мозырь, 2004, 2005), «Хазар» (Ленкорань, Азербайджан, 2004).
В качестве игрока является двукратным серебряным (1997, 2002) и бронзовым (1992, 1998) призёром чемпионатов Беларуси, обладателем Кубка Белорусской ССР (1990), двукратным обладателем Кубка Беларуси (1997, 1999), серебряным призёром чемпионата Азербайджана (2004).

## Тренерская карьера
В «Нафтан» пришёл в сентябре 2005 года. Когда в апреле 2007 года «Нафтан» находился в зоне вылета, Игоря Ковалевича назначили исполняющим обязанности главного тренера, а с июля 2007-го — главным тренером. Команда достаточно хорошо провела второй круг чемпионата и «Нафтан» занял 7-е место, что является повтором рекордного достижения клуба в чемпионатах.
В 2009 году Игорь Ковалевич (как и «Нафтан») достиг своего лучшего достижения в качестве тренера: был завоёван Кубок Беларуси. Причём в полуфиналах этого розыгрыша был повержен борисовский БАТЭ (3:0 по сумме двух матчей).
Интересно, что в двух предыдущих сезонах Ковалевич запомнился победой в номинации «тренер-провидец». В 2007 году выпущенные им на замену футболисты забили восемь голов, в 2008-м — 10.
С февраля 2009 года по август 2012 года был ассистентом тренера молодёжной (а после олимпийской) сборной Беларуси, с 2013 года — главный тренер. С июня 2016 года — главный тренер футбольного клуба «Неман» (Гродно). Покинул сборную в ноябре 2016 года; в то же время подписал новое соглашение с гродненцами. По результатам сезона 2017 «Неман» занял шестое место в Высшей лиге. В октябре контракт Ковалевича был продлён ещё на один год. В сезонах 2018—2019 команда оставалась в середине турнирной таблицы. В декабре 2019 года продлил контракт с гродненским клубом. В 2020 году «Неман» после неудачного старта выдал отличную серию и вышел в лидеры чемпионата, продолжительное время претендовал на медали, однако завершил сезон на пятом месте. В сезоне 2021 команда долгое время находилась внизу таблицы и финишировала одиннадцатой.
В декабре 2021 года соглашение Ковалевича с гродненским клубом было продлено ещё на сезон.
По итогам сезона 2023 года специалист был признан лучшим белорусским тренером.
24 мая 2025 года в четвертый раз в тренерской карьере выиграл Кубок Беларуси по футболу, в финале гродненский «Неман» разгромил «Торпедо»-БЕЛАЗ со счетом 3:0. Ковалевич стал рекордсменом среди тренеров по количеству побед в Кубке страны, побеждая с новополоцким «Нафтаном» (2009, 2012) и «Неманом» (2024, 2025).

## Личная жизнь
Закончил Белорусский государственный университет физической культуры (1990).
Женат. Жена — стюардесса «БелАвиа».